# Västerbottens Folkblad
Västerbottens Folkblad es un diario sueco, de pensamiento socialdemócrata, y escrito en sueco fundado en 1917. Se publica en la ciudad de Umeå (Västerbotten), en el norte del país. Cubre información regional de Västerbotten.